# Jeseník (nádraží)
Jeseník (v minulosti též Freiwaldau a Frývaldov) je železniční stanice v západní části stejnojmenného okresního města v Olomouckém kraji nedaleko potoka Staříč. Leží na neelektrifikované jednokolejné trati Šumperk–Krnov. Přibližně 1000 metrů východně (vzdušnou čarou) je umístěno městské autobusové nádraží.

## Historie
Stanice byla otevřena 26. února 1888 společností Rakouská společnost místních drah (ÖLEG) na trati spojující Lipovou-lázně a hraniční stanici Mikulovice, podle univerzalizovaného stavebního vzoru. Tím bylo umožněno spojení přes peážní trať a polské město Głuchołazy s již dostavěnou tratí (1875) přes Jindřichov ve Slezsku do Krnova.
Roku 1889 byla trať zestátněna a provoz převzaly Císařsko-královské státní dráhy (kkStB), po roce 1918 pak správu přebraly Československé státní dráhy.

## Popis
Nachází se zde jedno hranové a jedno poloostrovní nekryté nástupiště. K příchodu k vlakům slouží přechody přes koleje. Rekonstrukce stanice proběhla roku 2016.